# 豊田記子
豊田 記子（とよだ のりこ、1月31日 - ）は、日本の女性テレビタレント・専門学校講師。オフィスキイワード所属。大阪府堺市出身。
大阪府立鳳高等学校を経て関西学院大学社会学部卒業。

## 来歴
学生時代、アナウンサー・タレントを数多く輩出した生田教室に通う。関学大在学中、関西テレビのニュース番組「アタック630」のキャスターオーディションに合格し、タレント活動を開始する
その他、大阪アニメーションカレッジ専門学校の講師・オフィスキイワードの講師・VPのナレーションなどを勤める。
　　

## 出演他
- 大阪アニメーションカレッジ専門学校[2]
- オフィスキイワードのアナウンススクール講師[1]
- 神戸電鉄車内放送・駅自動放送
- J:COM関西「ジャポニカTV」番組ナレーション

## 過去の出演番組

### テレビ
- NHK　「きょうの料理」、「婦人百科」
- 関西テレビ放送　「アタック630」、「大阪咲かそ探検隊」
- 毎日放送　「いい朝8時」生CM
- 朝日放送　「てれびかたろぐ」
- 讀賣テレビ放送　「バイトは楽し」
- テレビ大阪　「わが町堺」、「ときめき大阪」、「ふれあい大阪」
- 京都放送 おやかまっさん「おやかまショッピング」　きらきん！「きらきんショッピング」

### ラジオ
- ABCラジオ　「ABCヤングリクエスト」、「もうすぐ夜明けABC」、「体当たり歌謡曲昼一番」、「タローのミッドナイト編集局」、「御町内カラオケ自慢」、「ランチタイムミニトーク」テレッカーギャル
- ラジオ大阪「ジャズバーガーズ」
- AM神戸「あさは恋人」リポーター
- MBSラジオ「日曜出勤生ラジオ」生CM

### その他
- J:COMりんくう　文字情報ナレーション、日本直販テレショップ、植樹祭MC（堺市）etc